# Ombrochoria

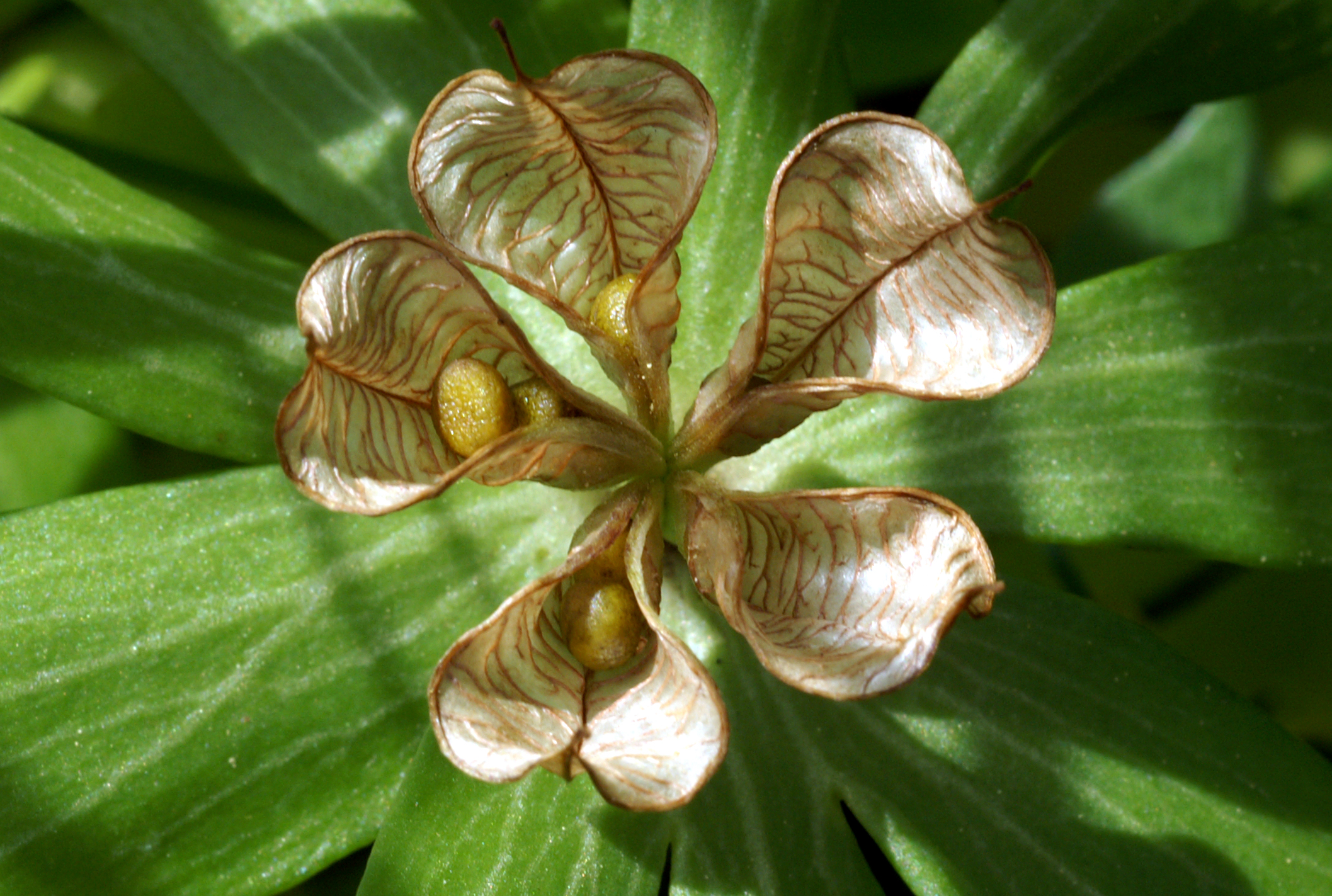
Owoce rannika zimowego, z którego nasiona wyrzucane są przez krople deszczu

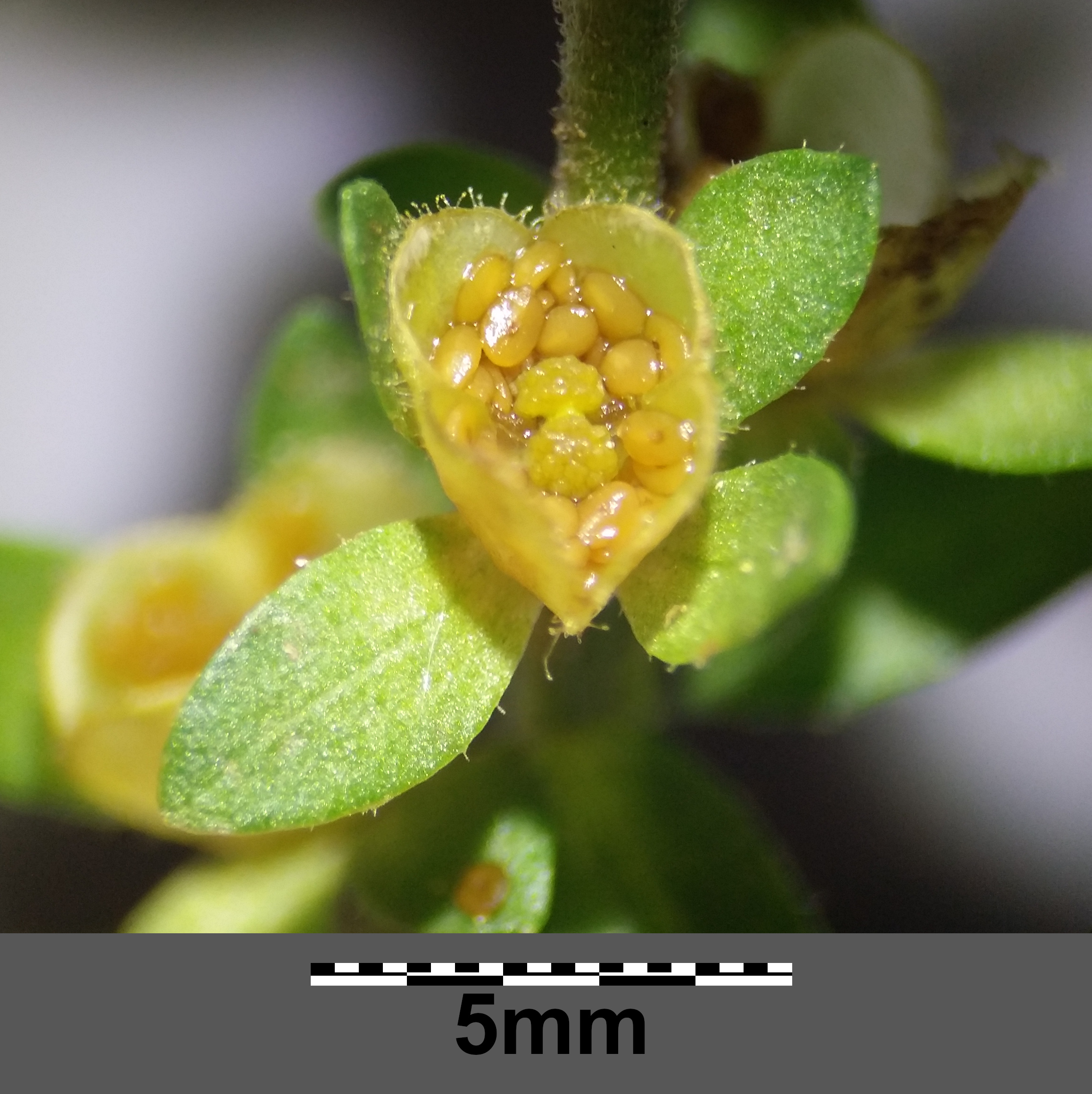
Owoc przetacznika macierzankowego, z którego nasiona uwalniane przez krople

Ombrochoria, deszczosiewność – jeden ze sposobów rozprzestrzeniania diaspor, polegający na rozprzestrzenianiu ich za sprawą wody deszczowej. Deszczosiewność, wraz z nautochorią i bytisochorią jest jedną z form hydrochorii, czyli wodosiewności. 
U wielu roślin budowa i ustawienie owoców sprzyja wypłukiwaniu nasion przez deszcz. Zwykle polega to na rozchyleniu części owocu lub ukształtowaniu go w postaci zwężającej się rynienki, co ułatwia opad deszczu na owoc i wypłukanie nasion. Dzieje się tak w mieszkach rozchodnika Sedum, strąkach kozieradki Trigonella i traganka Astragalus, torebkach wiesiołka Oenothera i przetaczników Veronica. U części astrowatych (np. plechotka Asteriscus), których owoce nie są wyposażone w aparat lotny, okrywy koszyczków rozchylają się w czasie deszczu umożliwiając wymycie owoców przez krople wody.
U części roślin uderzenia kropli wody w owoce powoduje ruch, którego energia wyrzuca nasiona. Przystosowanie wiąże się z elastycznym osadzeniem owocu na pędzie (szypułce), jego otwarciem w kierunku umożliwiającym wyrzut nasion (czasem następującym tylko w czasie deszczu) i ukształtowaniu zwiększającym prawdopodobieństwo uderzenia przez kroplę (spłaszczenie owocu, rozszerzenie kielicha). Takie przystosowania obecne są m.in. w rodzajach: rannik Eranthis, ubiorek Iberis, głowienka Prunella, tasznik Capsella, przypołudnik Mesembryanthemum. U tasznika i rannika mechanizm ten pozwala wyrzucić nasiona na odległość zwykle do kilkudziesięciu cm, ale u przypołudnika już do 2 m.
Krople deszczu uderzające w zarodnie powodują także uwalnianie zarodników u mchów, czy też wyrzucanie rozmnóżek z kubeczkowatych zagłębień w plesze wątrobowców.